# Großsteingrab Darge
Das Großsteingrab Darge (auch Großsteingrab Dargelin) war eine megalithische Grabanlage der jungsteinzeitlichen Trichterbecherkultur bei Darge (bzw. Dargelin), einem abgegangenen Ort auf dem heutigen Gemeindegebiet von Sassnitz im Landkreis Vorpommern-Rügen (Mecklenburg-Vorpommern). Es wurde vermutlich im 19. Jahrhundert zerstört.

## Forschungsgeschichte
Johann Jacob Grümbke erwähnte 1819, dass zwei Jahre zuvor bei Darge (oder Dargelin) auf der Halbinsel Jasmund ein Steingrab aufgedeckt worden sei. Friedrich von Hagenow, der etwa zeitgleich die vorgeschichtlichen Gräber Rügens erfasste, scheint dieses Grab nicht gekannt zu haben. Auf seiner 1829 erschienenen Special Charte der Insel Rügen sind nur einige Hügelgrabsignaturen nördlich von Darge eingezeichnet. In seinen handschriftliche Notizen, die 1904 von Rudolf Baier veröffentlicht wurden, wird der Ort Darge nicht erwähnt.

## Lage
Der Ort Darge befand sich am westlichen Rand des heutigen Gemeindegebiets von Sassnitz, nördlich der Eisenbahnanlagen. Die genaue Lage des Großsteingrabs ist nicht überliefert. Grümbke gab lediglich an, dass es „auf dem Felde bei Darge“ entdeckt wurde.

## Beschreibung
Laut Grümbke steckte das Grab in der Erde und wurde entdeckt, als ein Bauer einen Stein entfernen wollte, der sich als Deckstein einer viereckigen Grabkammer entpuppte. Genauere Angaben zur Ausrichtung, den Maßen und dem genauen Grabtyp liegen nicht vor. Bei der Aufdeckung des Grabes wurden mehrere Feuerstein-Beile entdeckt, deren Verbleib unbekannt ist.